# Гугулова воденица у селу Нишевцу
Гугулова воденица у селу Нишевцу, насељеном месту на територији општине Сврљиг представља непокретно културно добро као споменик културе.
Воденица се налази у источном делу села, на месту званом Бресје, коју мештани називају по власнику. Воденица у селу је наведена у првом сачуваном турском попису, насталом између 1478. и 1481. године, када се први пут помиње и село Нишевац, као хас заима Сврљига, са пописаних 64 кућа и кућа 4 удовица. Овим документом пописана је и „раинска воденица са једним витлом”. Највероватније је, због обимности воде, била изграђена овде у Бресју. А крајем 18. века подигнута је ова садашња.
Гргулова воденица је великих димензија. Поседује четири витла и толико цеви за довод воде. Грађена је од притесаног камена облепљеног блатним малтером. Огромна улазна врата грађена су од дрвета и поседују мања украсна испупчења. Kровна кронструкција се ослања на четири јака стуба. Препокривена је старом турском ћеремидом. У унутрашњем делу, лево од улаза је мања просторија за воденичара, са отвором кроз који он контролише рад витла.
Величином и архитектонским склопом ова воденица је скоро сасвим идентична Пешићевој воденици, удаљеној око 2km од Нишевца, која је веома оштећена и напуштена, а имала је 39 власника.